# Sison capillaceum
Sison capillaceum är en flockblommig växtart som beskrevs av Spreng.. Sison capillaceum ingår i släktet höstpersiljor, och familjen flockblommiga växter. Inga underarter finns listade i Catalogue of Life.